# Peter Meyer
Peter Meyer (Hamburg, 1605 - després de 1660) era un músic alemany i compositor de música barroca.
Va compondre la música de Der Edlen Daphnis aus Cimbrien Besungene Florabella (Hamburg, 1651); Dichterischen Jugend und Liebesflammen mit Melodien sobre lletra de Philipp von Zesen (Hamburg, 1651); Christliche Musikalische Klag-und-Trost-Sprüche von 3 und 4 Stimme und einem B. C. (Hamburg, 1653); Geistlichen Seelentust, oder Wechselgesangen zwischen dem himmlischen Braütigam und seiner Braut (Amsterdam, 1657, i Danses française ou anglaises (Amsterdam, 1660).